# Kaj Uldaler
Kaj Uldaler (født Kaj Uldahl Christoffersen, 28. november 1906 i København – 6. april 1987 i De Gamles By på Nørrebro i København) var en dansk fodboldspiller.
I sin klubkarriere spillede Uldaler først som ungdomsspiller og derefter på 1. holdet i Frem, hvor det blev til 39 kampe og 36 mål i perioden 1924-1927. Han var med Frem med til vinde to KBU-pokalfinaler. Han kom sammen med broderen Henry Uldaler og Carl Stolz til B.93 i 1928 hvor han spillede 202 kampe og scorede 131 mål frem til 1941. Han var mangeårig anfører og vandt DM med B93 fem gange: 1929, 1930, 1934, 1935 og 1939. Han vandt KBU-turneringen tre gange: 1930, 1932 og 1934. Og så blev han KBU-pokalvinder fem gange: 1929, 1930, 1931, 1932 og 1934. 
Uldaler debuterede på landsholdet i en venskabskamp mod Norge i forbindelse med Norges Fotballforbunds 25-års jubilæum 1927 på Ullevaal i Oslo som Danmark vandt 1-0 på et mål af Uldaler i den 87. minut. Han blev den 14. 25-landskampsjubilar i 1933 i en kamp mod Belgien. Det blev til i alt 38 landskampe, og sin sidste landskamp spillede Uldaler i 1939 i en venskabskamp mod Finland i Idrætsparken, hvor Danmark vandt 5-0. Han scorede 15 landsholdsmål, men brændte begge sine forsøg på straffespark (i 1935 og 1936), og begge gange i Idrætsparken. 
Kaj Uldaler havde en kort trænerkarriere i Helsingør IF i 1948. 
Han antog navnet Uldaler i januar 1934 og havde en egen vinforretning i København.
Han døde ensom, som 80 årrig, den 6. april 1987 i "De gamles by". I dødsannoncen efterlystes pårørende. 